# Julius Körner
Julius Körner (2 d'abril de 1870 – ?) va ser un remer alemany que va competir cavall del segle xix i el segle xx. El 1900 va prendre part en els Jocs Olímpics de París, on guanyà una medalla de bronze en la prova de quatre amb timoner com a membre de l'equip Favorite Hammonia.